# エターキャップ
エターキャップ(Ettercap)は、テーブルトークRPG『ダンジョンズ&ドラゴンズ』（D&D）に登場する架空のクモ人間である。

## 名前の由来
“エターキャップ”という言葉は元々、“毒”を意味する古英語の“ator”と、“頭”を意味する“copp”が組み合わさった“蜘蛛”という意味の“atorcoppe”が、中英語になって“attercop”に変化したものである。この言葉が、『ホビットの冒険』第8章“ハエとクモ”で、ビルボ・バギンズがクモと戦う中でクモを挑発する歌の中に登場している。以下にその箇所を記載する。

D&Dに登場するエターキャップはこの言葉を綴りだけ変えている。
| Old fat spider spinning in a tree! Old fat spider can’t see me! Attercop! Attercop! Won't you stop, Stop your spinning and look for me! Old Tomnoddy, all big body, Old Tomnoddy can’t spy me! Attercop! Attercop! Down you drop! You'll never catch me up your tree! | クモのデブめが。木の間で糸クリ！ クモのデブめは、おれさま見えない。 糸くりテンテン、糸くりテンテン おや、どうしたね？ 糸くりやめて、おれさまさがせ！ クモのとんまが、でかいずうたい。 クモのとんまは、おれさましらない。 糸くりテンテン、糸くりテンテン ほら、こられるか？ その木にあがって、おれさまとらえろ！ |

## 掲載の経緯

### AD&D 第1版(1977-1988)
アドバンスト・ダンジョンズ&ドラゴンズ（AD&D）第1版ではエターキャップはモンスター集『Fiend Folio』(1981、未訳)にて初めて登場した。考案者はデーヴィッド・テイラー(David Taylor)。

### D&D 第2版(1977-1999)
クラシック・ダンジョンズ&ドラゴンズでエターキャップは『Dungeons & Dragons Adventure Game set』(1999)にのみ登場している。

### AD&D 第2版(1989-1999)
AD&D第2版では『Monstrous Compendium Volume 2』(1989、未訳)に登場し、『Monstrous Manual』(1993、未訳)に再掲載された。

### D&D 第3版(2000-2002)、D&D 第3.5版(2003-2007)
D&D第3版では『モンスターマニュアル』(2000)に登場し、3.5版でも改訂版『モンスターマニュアル』(2005)に登場した。『ドラゴン』343号(2006年11月)には“エターキャップの生態”特集が組まれ、“エターキャップの女君主(Ettecap matriarch)”と幼体が群れた“エターキャップの血の群れ(Ettercap brood swarm)”が紹介された。

### D&D 第4版(2008-)
D&D第4版では、『モンスター・マニュアル』(2008)に以下の個体が登場している。
- エターキャップの噛みつき兵／Ettercap Fang Guard
- エターキャップの蜘蛛の巣張り／Ettercap Webspinner

### D&D 第5版(2014-)
『D&D』第5版では、『モンスター・マニュアル』（2014年）に登場している。

## D&D以外のテーブルトークRPG

### パスファインダーRPG
パスファインダーRPGにてエターキャップは『ベスティアリィ』(2009)に登場している。

### 13th Age
D&D第4版デザイナー、ロブ・ハインソーとジョナサン・トゥイートによるd20システム使用のファンタジーRPG、13th Ageにてエターキャップは『The 13th Age Bestiary』(2014、未訳)にて、エターキャップ・アコロイト(Ettercap acolyte)、エターキャップ・ハンター(Ettercap hunter)、エターキャップ・サプリカント(Ettercap supplicant)、エターキャップ・ウォリアー(Ettercap warrior)、エターキャップ・キーパー(Ettercap keeper)と多彩なエターキャップが登場している。

## 肉体的な特徴
エターキャップは版ごとにデザインが微妙に変化している。
初出の『Fiend Folio』では「非常に長い腕と短い足、毛深い太鼓腹を突き出した人間大の二足歩行生物であるエターキャップは両手の爪でひっかき、口から伸びた毒の牙で噛みつく」という原型が示されたが、頭部は獣じみている。第2版『Monstrous Compendium Volume 2』になると指先も非常に長くなり、足首にまで達している。第3版『モンスターマニュアル』では頭部が完全にクモの頭部になっている。第4版『モンスター・マニュアル』になるとデザインが大きく変化し、身体を甲殻に覆われた6本足の昆虫人間へと変化している。第5版では第3版の姿に回帰している。

以下の説明は、第3版および第5版にあるエターキャップの姿である。
エターキャップの身長は6フィート(約180cm)、体重は200ポンド(約90Kg)ほどである。
エターキャップの外見は、大きく突き出た太鼓腹に細長い手足をした人間大の二足歩行生物である。体色は紫で、腹部は白みがかっている。両手は地面に届くほどに長い。手には指がなく、大きな黒い爪が2本伸びている。足にも指ではなく2本の爪がある。極端な猫背で、脊椎後湾のように背中が突き出ている。頭部はクモによく似ており、一対の黒い瞳がある。そして、その牙には毒がある。

## 生態
エターキャップは森深くにて獲物を待ち伏せする狡猾な狩人である。
エターキャップはクモのようにネバネバした糸を吐き出すことができる。この糸は最大射程は50フィートで、相手に巻きつきその身を絡め取ってしまう。エターキャップはこの糸を1日に8回ほど放出できる。彼らはこの糸で5〜60フィートのクモの巣を作ることもでき、この巣を罠として用いる。
エターキャップは太古にクモを崇める邪悪なドルイドの一団が、儀式によって変質した姿だという。動物に変身したままでいるドルイドが次第に知性を失い動物に成り果てるように、この一団もやがて己の知性を失い、単なる捕食獣になってしまった。
エターキャップは捕食と繁殖のみに生きる動物的な生物である。彼らは森の奥深く、樹上に単独で棲み家を構えている。そして獲物が通りそうな小道などにクモの巣による罠を張り、旅人などが罠にかかるよう待ち受ける。エターキャップは生肉が好みであり、捕まえた獲物は生きたまま食べようとする。
エターキャップはクモに愛着心があり、ジャイアント・スパイダー(巨大グモ)を始め、巨大な昆虫やサソリなどに飼育している。これらの動物はエターキャップにとても忠実である。彼らは常に数匹のスパイダーを番人やペットとして共に行動している。
森の至る所にクモの巣を張り、害虫を飼い慣らすエターキャップは森を荒らす存在として忌み嫌われている。エターキャップも自然と共存しようとは思ってもおらず、彼らが住み着いた森はクモの巣に覆われ、彼らが飼い慣らしたスパイダーなどと、それらが餌とする蟲たちがうごめく陰鬱な空間になってしまう。
大した知性はないが、森林を荒らし獲物をいたぶるエターキャップの属性は“中立にして悪”である。
また、エターキャップは森に棲む妖精たちを好んで捕食する。ピクシーやスプライトが好みで、腹が減ったらドライアドですら捕食してしまう。そのため、森の妖精たちは外部の冒険者などに身を守ってもらう。